# Upper Saloum

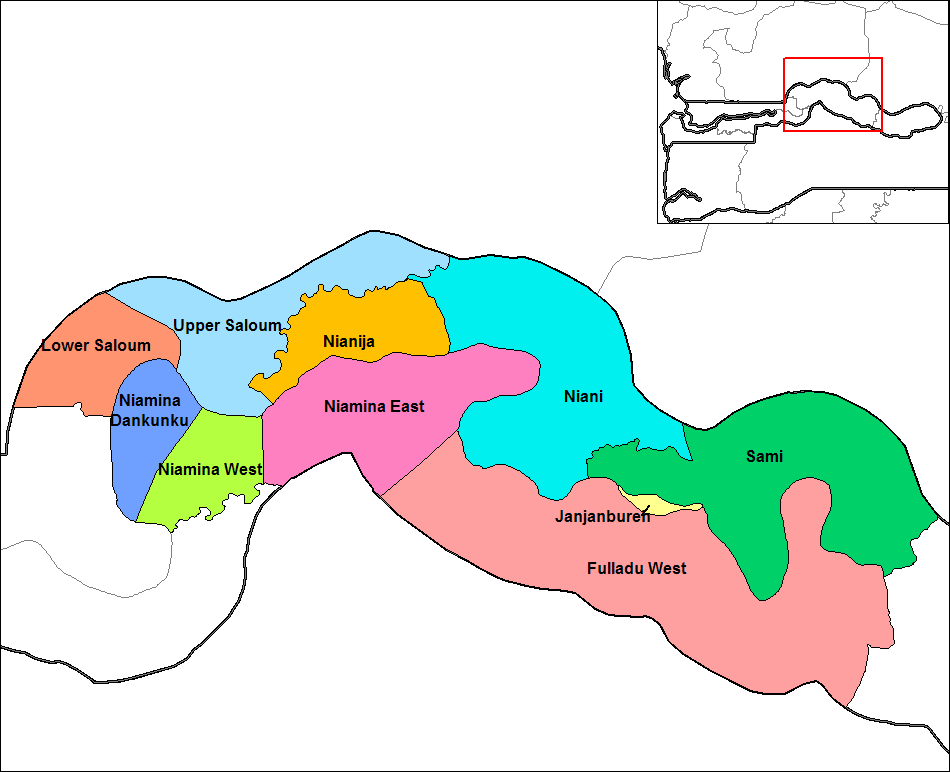
Districten van Central River Division.

Upper Saloum is een van de tien districten van de Central River Division van Gambia.
Janjanbureh · Lower Saloum · Niamina Dankunku · Niamina East · Niamina West · Niani · Nianija · Sami · Upper Saloum · Fulladu West